# I'll Give a Million
I'll Give a Million é um filme de romance estadunidense de 1938 dirigido por Walter Lang. É um remake do filme italiano Darò un milione (1935).

## Elenco
- Warner Baxter como Tony Newlander
- Marjorie Weaver como Jean Hofmann
- Peter Lorre como Louie 'The Dope' Monteau
- Jean Hersholt como Victor
- John Carradine como Kopelpeck
- J. Edward Bromberg como Editor
- Lynn Bari como Cecelia
- Fritz Feld como Max Primerose
- Sig Ruman como Anatole Primerose